# نورمان جاي
نورمان جاي (بالإنجليزية: Norman Jay)‏ هو مقدم برامج إذاعية بريطاني، ولد في 6 نوفمبر 1957 في لندن في المملكة المتحدة.

## وصلات خارجية
- الموقع الرسمي
- نورمان جاي على موقع IMDb (الإنجليزية)
- نورمان جاي على موقع ميوزك برينز (الإنجليزية)
- نورمان جاي على موقع أول ميوزيك (الإنجليزية)
- نورمان جاي على موقع ديسكوغز (الإنجليزية)
- نورمان جاي على موقع قاعدة بيانات الفيلم (الإنجليزية)